# Steve Knight
Steve Knight (ur. 2 stycznia 1965) – amerykański zapaśnik w stylu wolnym. Złoto na mistrzostwach panamerykańskich w 1992 roku. Zawodnik, a potem trener w Iowa State University. Założyciel EXCEL Wrestling, organizacji zajmującej się rozwojem i propagowaniem zapasów w USA.